# Altmann Fábián
Altmann Juda, született Sarge Cvi Altmann (?, 1898 körül – ?, 1944. június 15.) mezőcsáti rabbi.

## Élete
Tannenbaum Sraga mezőcsáti rabbi leányának és Altmann Juda későbbi mezőcsáti rabbi fiaként született. Eredeti nevét, a  Sarge Cvit nagyapja után kapta. Ezt később Fábiánra magyarosította. Nagyon melegen és szívélyesen emlékezik Rav Slomo Paszternák nevű diáktársa: 
”Ezen sorok írója évekig együtt tanult vele Pozsonyban. Igen szerény, de éppen olyan rabbi-növendék volt, kinek lényéből már akkor kisugárzott az elhivatott lelkipásztor. Nagyon kedves és meghitt barátságban voltam Altmann Fábiánnal, akit úgy tudtam szeretni, ahogy őt mindenki szerette. Két lánya megmenekült és Erecben élnek. A két vő, a miskolci Slomó Friedman, és a putnoki Jacob Levi adták ki apósuk megmaradt kéziratait Terret Cvi címen.”
Egy ideig Mezőkövesden működött apósának, a mélytudású Jungreisz Izidor főrabbinak az oldalán segédlelkészként.
Édesapja halála után, 1923. március 9-én választották meg Mezőcsát rabbijának.
21 éven át, az 1944-es deportálásig szolgált a településen.